# Giuseppe Ciaranfi

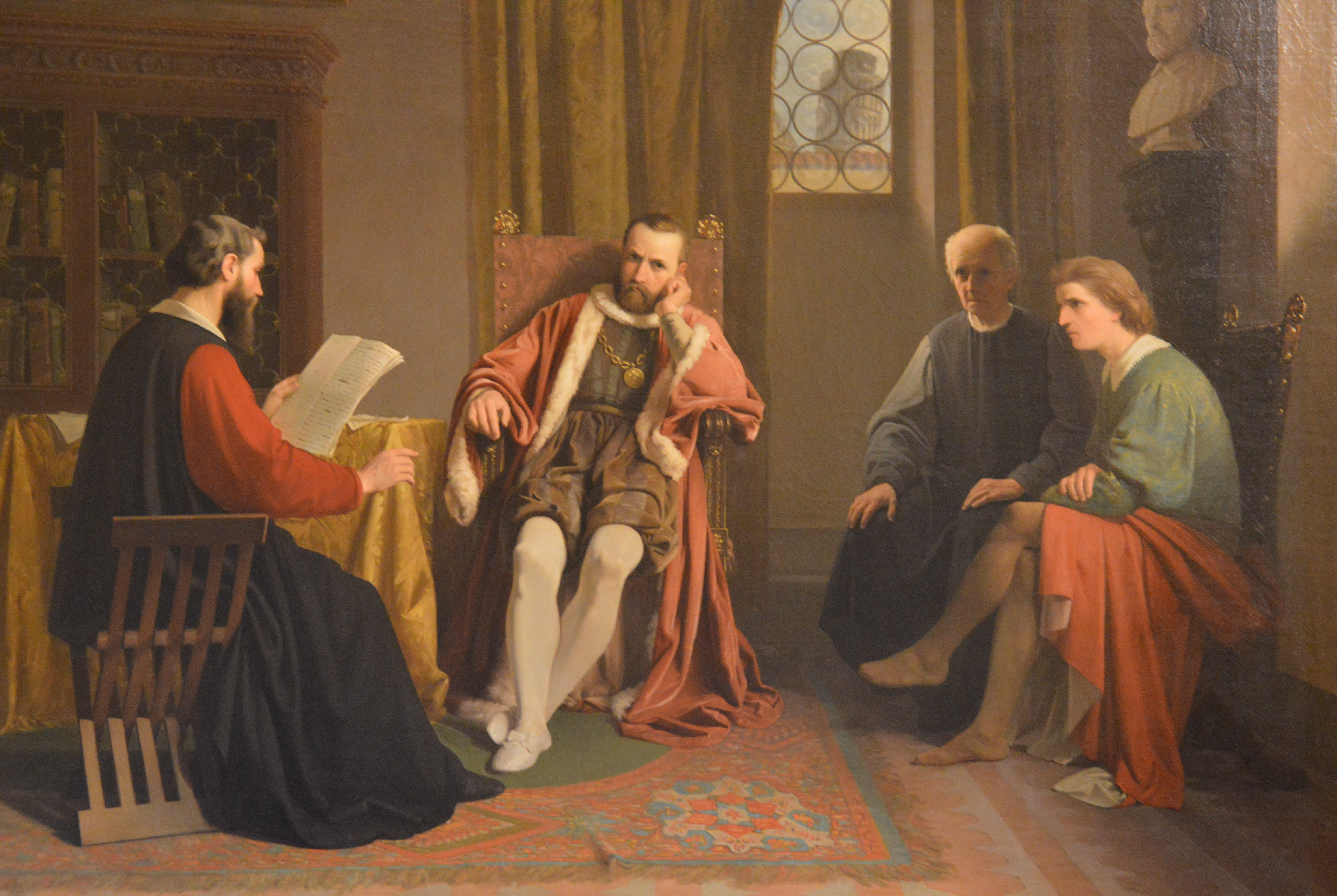
Benedetto Varchi legge l'istoria fiorentina a Cosimo I de' Medici.

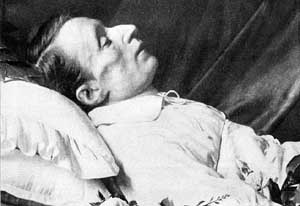
Giacomo Leopardi sur son lit de mort.

Giuseppe Ciaranfi, né en 1838 à Pistoie et mort le 18 janvier 1902 à Florence, est un peintre italien.

## Biographie
Giuseppe Ciaranfi naît en 1838 à Pistoie. Il est un élève d'Enrico Pollastrini.
Peintre de genre et de sujets historiques, il peint également des scènes avec des personnages habillés avec les costumes typiques de la campagne toscane. En 1859, il est admis aux cours de nu à l'Académie des beaux-arts de Florence et en 1862, il fait ses débuts à la Promotrice florentine, avec l'œuvre Benedetto Varchi legge l'istoria fiorentina a Cosimo I de' Medici, qui se trouve aujourd'hui à la Galerie d'art moderne du Palazzo Pitti, à Florence. Il représente une pièce, à l'intérieur d'un palais, avec des personnages richement habillés dans des poses de manière. De la vitre de la fenêtre, on peut voir la tour de Pise.
Avec d'autres peintres et hommes de lettres toscans, il fréquente pour le plaisir le cercle de Pistoia de l'ingénieur Francesco Bartolini et de sa femme, la poétesse irlandaise Louisa Grace Bartolini, peintre et musicienne. Les peintures de Giuseppe Ciaranfi, polies et précises, d'un style purement académique, rencontrent la faveur de la classe moyenne supérieure et sont également appréciées à la Cour. En 1866, Victor-Emmanuel II lui commande le tableau Amedeo II dona ai poveri agricoltori rovinati dalla guerra il suo Collare dell'Annunziata. En 1875, Giuseppe Ciaranfi peint la toile Saint Joseph et le divin enfant et le présente à Bologne, puis lors d'une exposition personnelle à l'Académie de Pistoia, avec quelques portraits. En 1892, il peint un portrait de Savonarole et en 1901, il participe à l'exposition de Munich. À partir de 1876, il occupe la chaire de peinture à l'Académie de Florence. Ses élèves sont les peintres Cesare Ciani et Alfredo Müller.

### Autres œuvres
- Dichiarazione d'amore, olio su tela, 67 x 50 cm
- Petrarca osserva Simone Martini mentre dipinge il ritratto di Laura, olio su tela.